# Психолошко саветовање
Психолошко саветовање је психолошка специјалност која обухвата истраживање и примењени рад у неколико широких домена: процес и исход саветовања, надзор и обука, развој каријере и саветовање, превенцију и здравље. Неке уједињујуће теме укључују фокус на предности и снаге, интеракције између особе и окружења, образовање и развој каријере, кратке интеракције и фокус на нетакнуте личности.

## Историја
Израз саветовање је америчког порекла, основао га је Карл Роџерс, који је због недостатка медицинске квалификације био спречен да свој посао назива психотерапијом. У САД су психолошко саветовање, попут многих модерних психолошких специјалности, започели као резултат Другог свјетског рата током којег је америчка војска имала снажну потребу за стручним усавршавањем и обуком. Четрдесетих и педесетих година прошлог века Министарство за питања ветерана Сједињених Америчких Држава је створило специјалност названу психолошко саветовање, а формирано је Америчко удружење психолога Одељење 17 (сада познато као Друштво за психолошко саветовање) које је окупљало психологе, студенте и стручњаке који су посвећени промовисању образовања и обуке, праксе, научног истраживања, различитости и јавног интереса у области професионалне психологије. Подстакли су интересовање за обуку саветника и стварање првих неколико докторских програма из области психолошког саветовања. Први докторски програми су били на Универзитету у Минесоти, Државном универзитету Охаја, Универзитету Мериленда, Универзитету у Мисурију, Универзитету Колумбија и Универзитету Тексаса у Остину.
Последњих деценија се психолошко саветовање као професија проширило и сада је заступљено у бројним земљама широм света. Књиге које описују тренутно међународно стање у овој области укључују Handbook of Counseling and Psychotherapy in an International Context, International Handbook of Cross-Cultural Counseling и Counseling Around the World: An International Handbook које заједно прате глобалну историју ове области, истражују различите филозофске претпоставке, саветују теорије, процесе и трендове у различитим земљама и прегледају различите програме образовања глобалних саветника. Штавише, традиционални и аутохтони начини лечења и исцељивања који могу претходити савременим методама саветовања стотинама година и даље су значајни у многим незападним и западним земљама.

## Запосленост и плата
Саветодавни психолози су запослени у различитим окружењима, неки су запослени на факултетима и универзитетима као наставници, надзорници, истраживачи и пружаоци услуга, док други раде у независној пракси пружајући услуге саветовања, психотерапије, процене и консултације појединцима, паровима, групама и организацијама. Додатна окружења у којима практикују психолошко саветовање укључују центре за ментално здравље, управу за ветеране и друге установе, породичне услуге, организације за одржавање здравља, за рехабилитацију, пословне и индустријске организације и саветовање у предузећима.
Количина обуке која је потребна психолозима се разликује у зависности од земље у којој раде. Обично психолог завршава основне студије, након чега следи 5—6 година даљег студирања и/или усавршавања, што доводи до доктората. И психолози и психијатри нуде саветовање, док психијатри са медицинском дипломом могу и да преписују лекове док то психолози не могу.
Године 2020. просечна плата у Сједињеним Америчким Државама је износила US$98.620.

## Стручни часописи
У Сједињеним Америчким Државама стручни часописи су Journal of Counseling Psychology и The Counseling Psychologist.
У Аустралији се чланци о психолошком саветовању објављују у Australian Psychologist.
У Европи стручни часописи укључују European Journal of Counselling Psychology (под покровитељством европског удружења) и Counselling Psychology Review (под покровитељством британског психолошког друштва). Counselling Psychology Quarterly је међународна интердисциплинарна публикација Раутлиџа (део групе Taylor & Francis).